# Corpo dei Bombardieri
Il Corpo dei Bombardieri del Re fu un corpo del Regio Esercito, predisposto per l'uso delle bombarde, istituito nel 1916 e sciolto nel 1919, affiliato all'arma di artiglieria svolse il servizio nella prima guerra mondiale.

## Storia

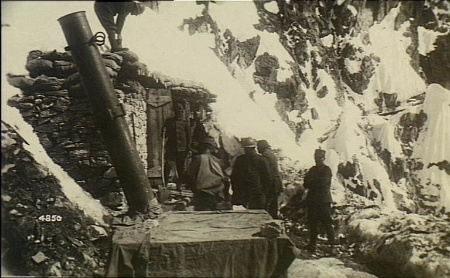
Bombarda da 240 mm L sull'Adamello, 1918 circa.

Con l'arrestarsi del fronte, alla fine del 1914, e l'inizio della guerra di trincea, gli eserciti alleati si trovarono in svantaggio rispetto agli eserciti degli Imperi Centrali che avevano già in linea, grazie allo studio dell'assedio di Port Arthur, i minenwerfer, delle artiglierie a corto raggio dotate di una grande carica esplosiva, adatte a distruggere i reticolati e i nidi di mitragliatrici. L'esercito francese si mosse urgentemente mettendo in linea armi obsolete riadattate,  per poi introdurre due bombarde, una leggera da 58 mm ed una pesante da 240 mm.

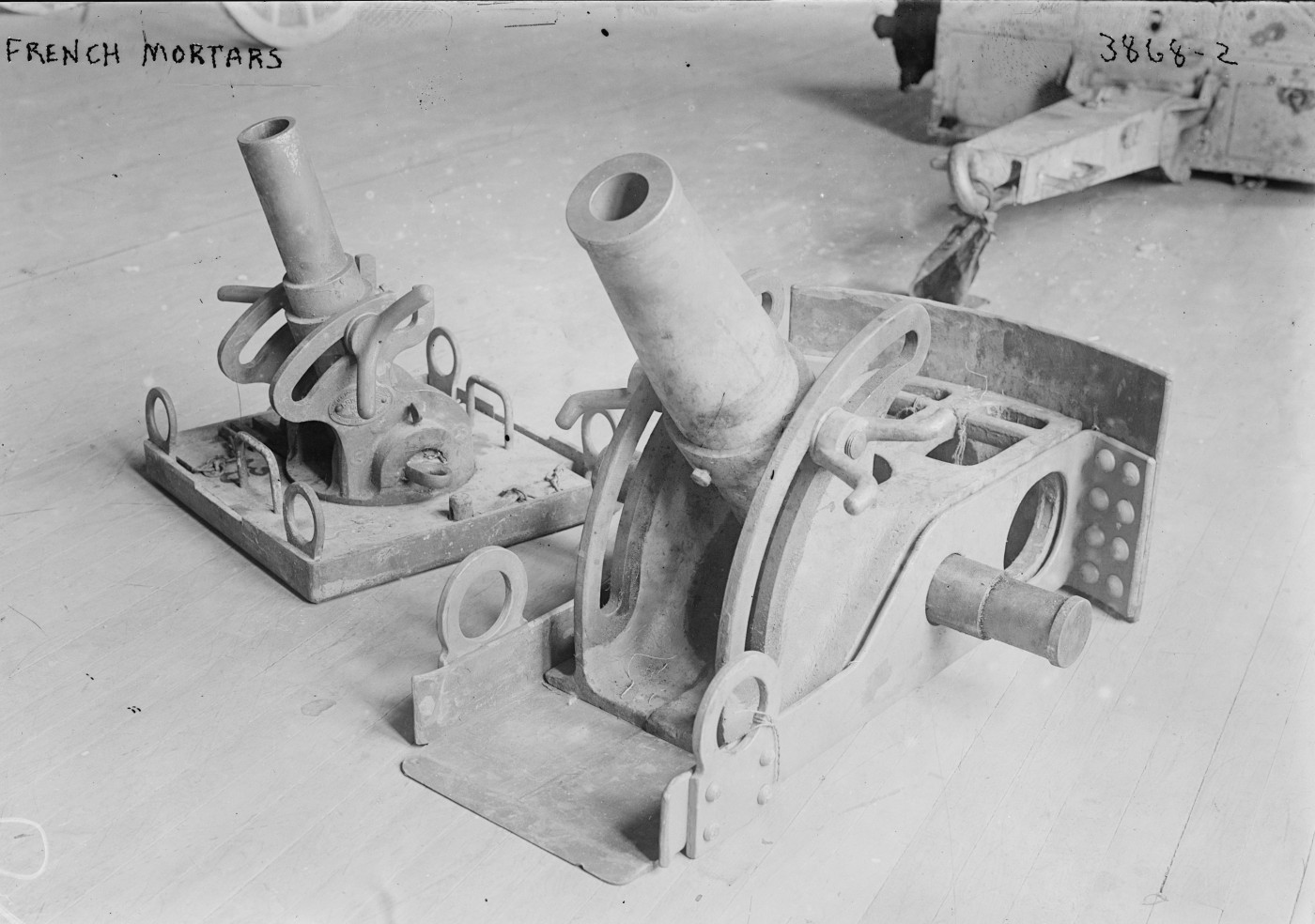
In primo piano la bombarda 58 A, sullo sfondo la bombarda 58 B

Il comando italiano lasciò che le offensive dell'estate del 1915 (prima e seconda battaglia dell'Isonzo) si esaurissero contro i reticolati e le mitragliatrici austro-ungariche senza applicare gli insegnamenti, né dell'assedio di Port Arthur né dell'anno di guerra trascorso sul fronte francese.
In seguito ad una missione italiana presso il Center d'instruction artillerie de tranchée di Bourges furono ottenuti degli esemplari delle bombarde francesi per la valutazione del loro impiego sul fonte italiano. e, nell'ottobre del 1915, alcuni pezzi furono distribuiti alla 2ª e 3ª Armata.

### Nascita del Corpo
Nel settembre 1915, a Cirié fu creato il primo centro istruzione lanciabombe, dove furono addestrati 900 artiglieri all'uso delle bombarde. Già ad ottobre furono inviate al fronte, con la 2ª e 3ª armata, 34 squadre addestrate all'uso dei lanciabombe Maggiora e le bombarde 58 A. Il 17 novembre 1915 il Comando Supremo istituì la Scuola di Tiro per Bombardieri che venne localizzata a Santa Lucia di Piave e Susegana
Nel 1916 il lanciabombe Maggiora venne abbandonato per i numerosi difetti di funzionamento.
Nel febbraio del 1916 fu istituito il corpo dei bombardieri, specialità di Artiglieria dal Ministero della Guerra, Vittorio Italico Zupelli, era prevista la mobilitazione di quasi 30.000 uomini, di cui 900 ufficiali, per la formazione del corpo. Contestualmente nacque il Deposito dei Bombardieri situato a Nervesa (TV), ad opera di Arnaldo Lambertini.
Per la primavera del 1916 il comando supremo richiedeva in linea 100 batterie da 12 pezzi ciascuna, per questo si richiedeva l'acquisizione di 2000 bombarde, di cui la maggioranza, oltre mille, da 58 A e B.
Una batteria, composta da 12 bombarde leggere da 58 o 50, aveva un equipaggio di 5 ufficiali, 125 soldati, 42 cavalli, 14 carri, 24 carrette ed una bicicletta.
I soldati inquadrati nel nuovo corpo avrebbero ricevuto la divisa dell'artiglieria da fortezza con un nuovo fregio e distintivo omerale ed il fucile Vetterli-Vitali Mod. 1870/87.
Alla fine di febbraio uscì dalla scuola di Susegana il 1º Gruppo Bombardieri che si schierò con la 3ª Armata.
Alla quinta battaglia dell'Isonzo parteciparono quattro gruppi di bombardieri con sole 13 batterie, sulle 100 richieste dal comando supremo.

### La sesta battaglia dell'Isonzo
Nella sesta battaglia dell'Isonzo ci fu il primo impiego in massa delle bombarde con 38 gruppi schierati forti di 164 batterie, che lanciarono 35.0000 proietti. Nella battaglia, che costò al corpo dei bombardieri il 18% tra morti e feriti,  cadde il primo decorato con la medaglia d'oro del corpo dei Bombardieri, il capitano Filippo Zuccarello.
Nelle tre successive battaglie dell'Isonzo, non si ripeterono i successi delle bombarde contro le difese austro-ungariche di Gorizia, le contromisure avversarie e la scarsa preparazione concessa prima degli attacchi ridussero grandemente l'efficacia delle bombarde.

Alla fine del 1916, grazie alla richiesta del comandante della scuola bombardieri, il Re concesse la denominazione "Corpo dei Bombardieri del Re". 
Nel maggio del 1917 vennero drasticamente ridotto il numero dei carriaggi a disposizione di ogni batteria, questa decisione ebbe gravi conseguenze al momento della ritirata di Caporetto.
Nella decima battaglia dell'Isonzo furono schierate 1.070 bombarde di cui 58 batterie pesanti da 240 e 43 leggere da 58 e Van Deuren, comandate da 6 comandi di raggruppamento. Nella prima offensiva parteciparono 10.900 bombardieri.
L'undicesima battaglia dell'Isonzo vide la massima espansione dell'uso delle bombarde, superiore a quello delle grandi battaglie sul fronte francese, 2 batterie da 400, 128 da 240, 61 da 58 A e V.D. e 61 sezioni da 58 B, armate da 20.000 bombardieri.

### Caporetto
Nella battaglia di Caporetto il corpo perse gran parte del suo equipaggiamento, 1.732 bombarde andarono perdute tanto che nel novembre del 1917 erano disponibili poco più di 1300 bombarde.
Data la scarsità del materiale, il comando supremo creò due brigate di bombardieri- fucilieri: 1ª e 2ª brigata bombardieri, formate da 3 reggimenti ciascuna. La 1ª brigata andò in linea sul Piave nel dicembre del 1917. Via via che venivano reintegrate le bombarde perdute, anche con 18 sezioni di lanciabombe Stokes, i reggimenti di bombardieri-fucilieri venivano sciolti, l'ultimo nella primavera del 1918.
Nella battaglia del Piave il corpo non poté esercitare tutta la sua forza per la mancanza di mezzi e perché le bombarde mal si adattavano ad una battaglia difensiva.
Nell'offensiva austro-ungarica del solstizio i bombardieri tornarono ad avere un ruolo importante con oltre 200 batterie in linea e con l'ultimo reggimento di bombardieri-fucilieri, il 2º, rimasto in linea che ottenne la menzione sul bollettino di guerra. Il 2º gruppo bombardieri, in prima linea sul Montello, venne distrutto dall'offensiva nemica, il suo comandante fu la seconda medaglia d'oro del corpo, Annibale Caretta.

### Scioglimento
Nell'estate del 1918 il comando supremo iniziò a ridurre le batterie di bombarde in vista di una ritrovata mobilità del fronte e con l'accresciuta disponibilità di artiglierie tradizionali. Nella battaglia di Vittorio Veneto le bombarde diedero un ultimo contributo nel battere le posizioni nemiche prima dell'assalto, dopo la rottura del fronte non ebbero più un ruolo.
Nel febbraio del 1919 venne sciolto l'Ispettorato dei Bombardieri e tutte le unità di bombardieri.
La scuola dei bombardieri addestrò, nell'arco della guerra, 5600 ufficiali e 113.000 soldati, tra le persone notabili che fecero parte del corpo bombardieri vi furono Giorgio Carlo Calvi di Bergolo, Cesare Maria De Vecchi, Luigi Federzoni, Fausto Maria Martini e Emilio Bodrero, Filippo Tommaso Marinetti, Gino Augusti.